# Atlanta Chiefs
Atlanta Chiefs is een voormalig Amerikaans voetbalclub uit Atlanta, die in de NPSL en in de North American Soccer League speelde. De club speelde in het Atlanta Fulton County Stadium (1967-1969, 1971-1972) en in het Tara Stadium (1970).
Atlanta won in 1968 als eerste de NASL championship. In hetzelfde jaar versloeg Atlanta Manchester City twee keer.
In 1968 hadden veel NASL clubs problemen en het jaar daarop werd het seizoen gesplitst en kwamen er clubs uit het Verenigd Koninkrijk bij. De tweede helft van het seizoen verliep als normaal.
De club overleefde de moeilijke periode in 1969, maar een paar jaar later stopte de club er zelf ook mee. Ze werden verkocht en hernoemd naar Atlanta Apollos.

## Erelijst
NASL kampioenschap
- 1968

Divisie titels
- 1968 Divisie Atlantisch
- 1971 Divisie Zuid
- 1981 Divisie Zuid

Trainer van het jaar
- 1968 Phil Woosnam

Beste nieuwe speler van het jaar
- 1968 Kaizer Motaung

All-Star hoofd team
- 1967 Emment Kapengwe
- 1969 Emment Kapengwe, Kaizer Motaung
- 1970 Uriel daVeiga, Dave Metchick, Art Welch
- 1971 Kaizer Motaung
- 1972 Paul Child
- 1981 Brian Kidd

All-Star reserve team
- 1968 John Cocking, Vic Rouse
- 1970 Ray Bloomfield, John Cocking, Delroy Scott
- 1971 John Cocking, Uriel daVeiga
- 1972 Art Welch

All-Star eervolle vermeldingen
- 1971 Mike Hoban, Manfred Kammerer, Barry Lynch, Freddie Mwila
- 1972 John Cocking, Mike Hoban
- 1973 Paul Child